# Зигана (тоннель)
Тоннель Зигана (тур. Zigana Tüneli) — автодорожный туннель, построенный на дороге D.885 / E97 Мачка — Торул к юго-западу от границы между илами Трабзон и Гюмюшхане на северо-востоке Турции. Открыт для движения в 1988 году.
Расположенный на перевале Зигана в Понтийских горах туннель длиной 1702 м был прорыт за два года. Смычка состоялась 2 сентября 1977 года. Тоннель представляет собой трубу с двумя полосами движения (по одной в каждом направлении). Высота составляет 8,50 м, ширина — и 11,20 м. Высота туннеля над уровнем моря составляет 1820 — 1795 м в направлении север — юг.

## Новый проект тоннеля Зигана
В сентябре 2013 года было объявлено, что на перевале Зигана проектируется новый тоннель. Это будет двухтрубный туннель длиной 14 481 м, по которому будут проходит по две полосы движения в каждом направлении между на высоте 1 253 — 1 211 м.